# Sulina (Roménia)

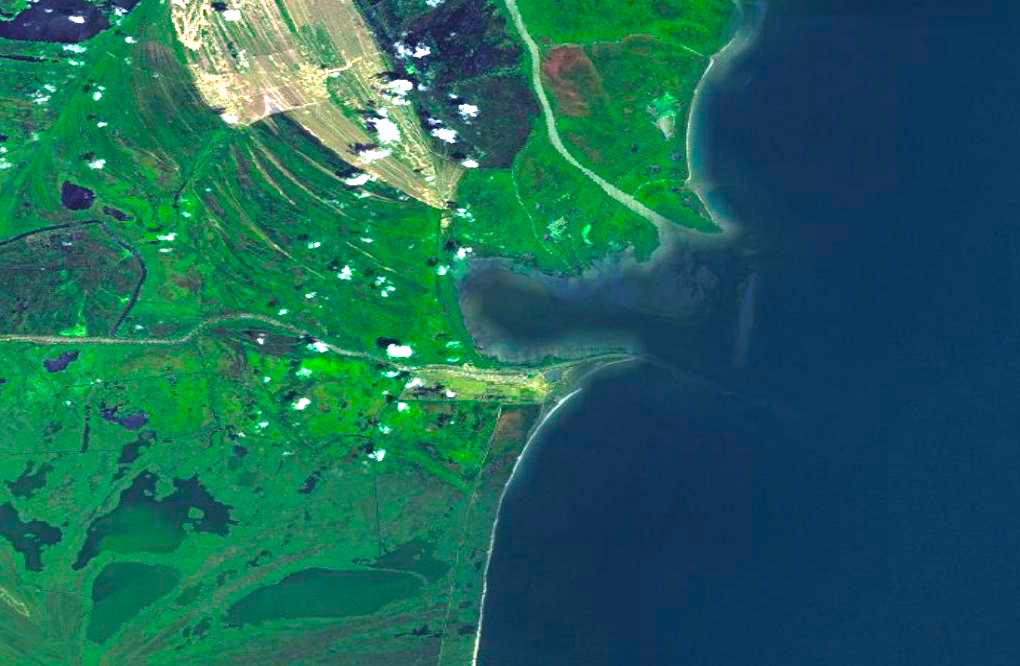
Sulina vista do espaço

Sulina é uma cidade romena nas margens do mar Negro na região do delta do Danúbio, no judeţ (distrito) de Tulcea. É o ponto mais a Este da Roménia e possui uma praia, onde o Danúbio se junta ao mar.

## População
- 1900: 5.612
- 2000: 5.140
- 2011: 3.663

## Património
- Antigo Farol (1869);
- Palácio da Comissão Europeia do Danúbio (1856-1858) - é um símbolo do crescimento económico e social da cidade no século XIX.